# Konstantin Bołdyriew
Konstantin Wasiljewicz Bołdyriew, ros. Константин Васильевич Болдырев (ur. 26 lipca 1909 r. w Gatczynie, zm. 5 lipca 1995 r. w Valley Cottage) – rosyjski działacz emigracyjny, wykładowca akademicki.
Podczas wojny domowej w Rosji wstąpił do korpusu kadetów, w szeregach którego pod koniec 1922 r. został ewakuowany z Władywostoku do Szanghaju, a następnie Królestwa SHS. W 1930 r. ukończył rosyjski korpus kadetów, a następnie wydział budownictwa uniwersytetu w Belgradzie. Podczas studiów wstąpił w 1932 r. do Narodowego Związku Nowego Pokolenia (NTSNP). Podjął pracę jako inżynier w kopalniach kompanii Consolidated Mines. Po ataku wojsk niemieckich na Jugosławię w kwietniu 1941 r., wstąpił ochotniczo do armii jugosłowiańskiej, uczestnicząc w walkach obronnych. Uniknął niewoli, po czym powrócił do okupowanego Belgradu. Wkrótce został aresztowany przez Gestapo pod zarzutem sabotażu i osadzony w obozie w Mariborze. Udało mu się zbiec. Przy pomocy działaczy NTS przedostał się przez Warszawę do Mińska, gdzie znalazł pracę inżyniera. W połowie 1944 r. wraz z grupą rosyjskich budowlańców ewakuował się przez Brześć nad Bugiem w rejon Wiednia, gdzie utworzył firmę „Erbauer”, skupiającą faktycznie Białych Rosjan, Kozaków i przedstawicieli innych narodów z ZSRR. W końcowym okresie wojny przeniósł się do Turyngii. Po jej zakończeniu wywiózł pracowników firmy „Erbauer” wraz z rodzinami i innymi uchodźcami do obozu dla przesiedleńców pod Kasselem, ratując ich przed deportacją do Związku Sowieckiego. Był członkiem Rady NTS. W lipcu 1945 r. na żadanie Sowietów został aresztowany przez Amerykanów, ale po miesiącu wyszedł na wolność.  W 1948 r. wyemigrował do USA, gdzie został przedstawicielem NTS. Wykładał w Georgetown University. Otrzymał tytuł profesora. Opowiadał się za pomocą amerykańską dla ruchu dysydenckiego w ZSRR. Działał w Stowarzyszeniu Wszechkadeckim.